# 말란스역
말란스역(독일어: Bahnhof Malans)은 스위스 그리종주의 말란 지자체에 위치한 철도역이다. 이 역은 래티셰 철도의 1,000mm 미터궤 란트콰르트-다보스 플라츠선의 중간 정차역이다.

## 운행편
말란스는 지역 열차와 쿠어 S-반 S1이 운행한다.
- 레기오익스프레스 : 디젠티스/무쉬테와 스쿠올-타라스프 사이에 매시간 운행
- 레기오 : 디젠티스/무쉬테와 스쿠올-타라스프 사이에 제한된 운행
- 쿠어 S-반 S1 : 레췬스와 쉬어스 사이를 매시간 운행